# Menhir von Goeh

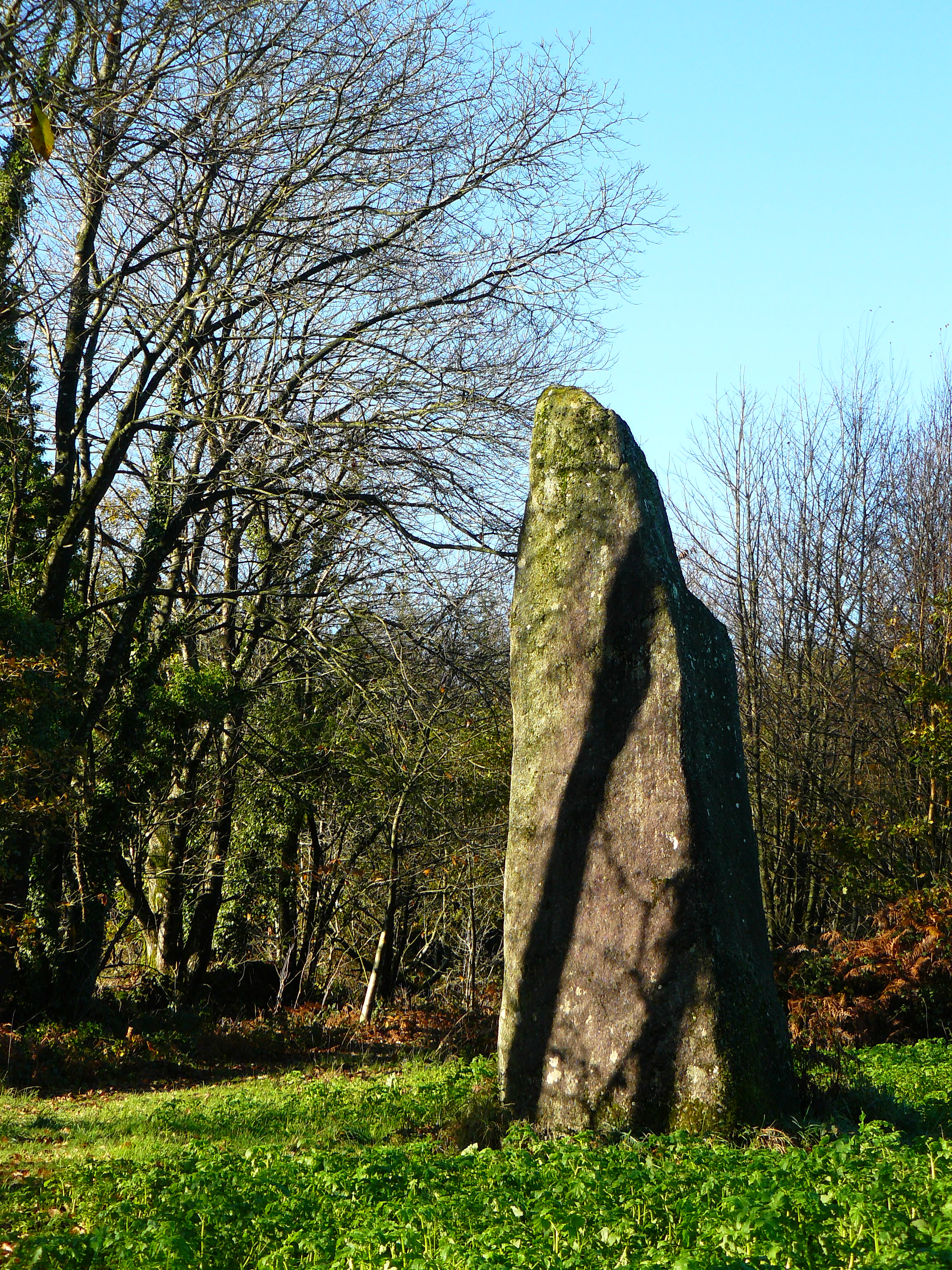
Menhir von Goeh

Der Menhir von Goeh (auch Menhir von Goh-Menhir genannt) steht südwestlich von Saint-Jean-Brévelay bei Vannes im Département Morbihan in der Bretagne in Frankreich. Sein Name erinnert an einen feuchten Ort.
Der etwa 4,7 m hohe leicht schief stehende Menhir steht am Waldrand des Bois de Goh-Menhir. Er misst an der Basis 1,5 × 0,8 m. Ein kleiner Steinhaufen liegt an der Basis.
In der Nähe liegen der Dolmen von Roh-Koh-Koed und die Menhire von Colého, Kerarmel und Lann Douar.